# 横須賀市立田浦中学校
横須賀市立田浦中学校（よこすかしりつ たうらちゅうがっこう）は、神奈川県横須賀市船越町にある公立中学校。

## 概要
1947年（昭和22年）創立。南に長浦湾、裏手には田浦緑地や鷹取の山々と大自然に恵まれた環境の中にある学校ゆえにテレビドラマの撮影依頼が多数寄せられる。1999年（平成11年）にはTBS系ドラマ「L×I×V×E」の撮影場所となり毎週校舎が映し出された。
2005年度（平成17年度）より公立学校選択制が横須賀市全校で行われ、学区外の特定の学校を選べるようになったが生徒数は安定している。

## 沿革
- 1947年12月12日 - 市立浦郷中学校と市立船越中学校が合併し横須賀市立田浦中学校となる。校舎は旧海軍防備隊兵舎を転用。
- 1956年 - 生徒数2819名（59学級）となり、横須賀市立不入斗中学校につぐ市内第2位のマンモス校となる。
- 1960年 - 横須賀市立追浜中学校と分離。校舎第一期工事完了。
- 1962年 - 体育館兼講堂落成式、落成記念映画「おとうと」上映。
- 1966年 - 善意の塔完成。
- 1974年 - プール完成。
- 1997年 - 創立50周年記念式典挙行。
- 1999年4月 - 6月 - TBS系テレビドラマ「L×I×V×E」の撮影場所となる。ドラマの軸となる私立横須賀向陽高等学校の校舎として使用。
- 2000年 - インターネットLAN工事完了、ノートパソコン20台導入。
- 2002年 - 週5日制開始。
- 2005年 - 公立学校選択制開始。学校訪問相談員配置による「ほっとすルーム」が開設。ノートパソコン全入替完了。管理棟・生徒棟・体育館・消火栓新設工事完了。プールの内張・周囲・配管改修工事完了。
- 2006年 - 新制服採用開始。
- 2014年 -生徒会選挙、生徒会副会長選開始

## 学校行事
- 4月 - 始業式・入学式・新入生オリエンテーション・1年生を迎える会
- 5月 - スポーツテスト・身体測定・生徒総会・林間学校（第2学年）・ディキャンプ（第1学年）・修学旅行（第3学年）
- 6月 - 授業参観・中間考査
- 7月・8月 - 夏季休業開始・登校日
- 9月 - 防災訓練・期末考査・スポーツフェスタ
- 10月 - 1学期終業式・秋季休業・2学期始業式・PTAバザー・田中祭（文化祭）・市内駅伝大会
- 11月 - 授業参観・中間考査
- 12月 - 生徒会役員選挙・三者面談・冬季休業
- 1月 - 実力テスト・期末考査（第3学年）
- 2月 - 高等学校入学試験（第3学年）・期末考査
- 3月 - 3年生を送る会、卒業式・修了式・春季休業

## 生徒会活動・部活動

### 生徒会スローガン
平成27年度　飛躍

### 部活動
- 野球
- サッカー
- 陸上競技
- ソフトテニス
- 卓球
- 柔道
- バレーボール
- バスケットボール
- 音楽
- 美術

## 通学区域
2014年度は以下の通りである。
- 船越町
- 港が丘
- 田浦港町
- 田浦町
- 田浦大作町
- 田浦泉町
- 長浦町
- 箱崎町
- 安針台

また、浦郷町1丁目11、15、31～34番地のうち梅田台団地は追浜中学校の通学区域であるが、通うことができる。

## 進学前小学校
以下の小学校の通学区域全域から進学する。
- 横須賀市立船越小学校
- 横須賀市立田浦小学校
- 横須賀市立長浦小学校

また、2005年度（平成17年度）から学校選択自由化を実施、以下の小学校からも進学できる。
- 北ブロック

追浜小学校・夏島小学校・浦郷小学校・鷹取小学校
- 中央ブロック

逸見小学校・沢山小学校・桜小学校・汐入小学校
- 衣笠ブロック

池上小学校

## 交通
- 京急田浦駅徒歩7分
- 京浜急行バス
  - 梅田バス停より徒歩6分
  - 東芝前バス停より徒歩5分

## 著名な出身者
- 君塚大輔（バスケットボール)
- 堀内健（ネプチューン）
- 大久保哲哉（サッカー）
- 石川梨華